# Droga wojewódzka nr 605
Droga wojewódzka nr 605 (DW605) – droga wojewódzka w północnej Polsce w województwie pomorskim przebiegająca przez teren powiatu kwidzyńskiego (gmina Ryjewo) i powiatu sztumskiego (gmina Sztum). Droga ma długość 9 km. Łączy miejscowość Piekło z miejscowością Jarzębina.

## Przebieg drogi
Droga rozpoczyna się w centrum miejscowości Piekło nad brzegiem Wisły. Następnie kieruje się w stronę południowo – wschodnią i po 9 km dociera do miejscowości Jarzębina, gdzie dołącza się do drogi wojewódzkiej nr 525. 

## Miejscowości leżące przy trasie DW605
- Piekło
- Biała Góra
- Rudniki
- Jarzębina